# 瓊戈 (內華達州)
瓊戈（英語：Jungo）是位於美國內華達州洪堡縣的鬼鎮。

## 歷史
瓊戈的郵局於1911年設立，其後於1952年停運。

## 地理
瓊戈所處的海拔為高於海平面1271米（即4170英呎），而該地所採用的時區為UTC-8，即太平洋时区（PST）。同時該地設有夏令時間，為UTC-8調快一小時，即UTC-7（PDT）。